# 미와역
미와역(일본어: 三輪駅, みわえき)은 일본 나라현 사쿠라이시에 있는 서일본 여객철도의 철도역이다.

## 역 구조
상대식 승강장 2면 2선 형태의 지상역으로, 열차끼리의 교행이 가능하다. 오지 철도부 관할권에 있는 무인역이다.
이코카 및 제휴 교통카드의 사용이 가능하다.
| 1 | ■ 사쿠라이 선 | 덴리 · 나라 방면       |
| 2 | ■ 사쿠라이 선 | 사쿠라이 · 다카다 방면 |

## 역세권 정보
- 오미와 신사

## 역사
- 1898년 5월 11일 - 나라 철도가 사쿠라이 선의 사쿠라이역 ~ 교바테 역 구간을 개통했을 때 개업.
- 1905년 2월 7일 - 간사이 철도가 나라 철도를 인수하여 간사이 철도의 소속이 되었다.
- 1907년 10월 1일 - 간사이 철도의 국유화에 따라 국유철도의 소속이 되었다.
- 1987년 4월 1일 - 민영화에 따라 서일본 여객철도의 소속이 되었다.
- 2005년 3월 1일 - 이코카의 사용이 개시되었다.

## 인접역
| 서일본 여객철도 사쿠라이 선 | 서일본 여객철도 사쿠라이 선          | 서일본 여객철도 사쿠라이 선 |
| --------------------------- | ------------------------------------ | --------------------------- |
| 마키무쿠 나라 방면          | ■ 사쿠라이 선 (만요마호로바 선) 보통 | 사쿠라이 다카다 방면        |